# کوسمونوسی
کوسمونوسی (به چکی: Kosmonosy) یک منطقهٔ مسکونی در جمهوری چک است که در ناحیه ملادا بولسلاو واقع شده‌است. کوسمونوسی ۴٬۹۶۴ نفر جمعیت دارد.

## خواهرخوانده
شهر زهایم-یوگنهایم خواهرخواندهٔ کوسمونوسی هست.